# Kyriacos Triantaphyllides

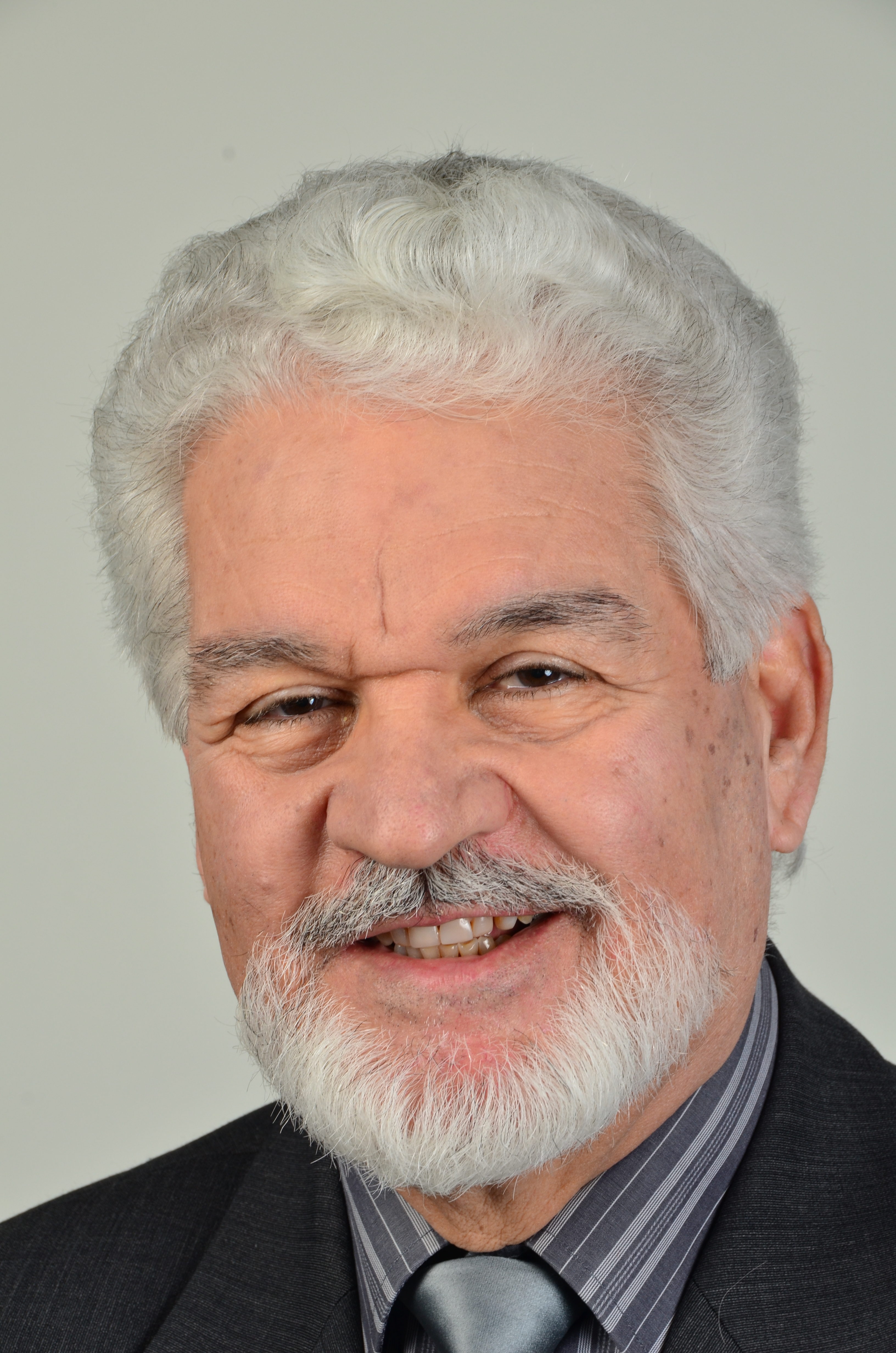
Triantaphyllides, 2014

Kyriacos Triantaphyllides (Grieks: Κυριάκος Τριανταφυλλίδης) (Palaichori, 3 september 1944) is een Grieks-Cypriotische politicus die lid is van het communistische AKEL. Sinds 2004 heeft hij zitting in het Europees Parlement en maakt hij deel uit van de Europese fractie Europees Unitair Links/Noords Groen Links.
Midden jaren zestig behaalde Triantaphyllides aan de Victoria Universiteit van Wellington in Nieuw-Zeeland een Bachelor of Arts, gevolgd door een lerarenopleiding in Christchurch.
Aanvankelijk ging hij in Nieuw-Zeeland als leraar aan de slag maar na een paar jaar keerde hij naar zijn vaderland terug en werkte vervolgens tot 2004 in de asbestindustrie en bij de overheid, de meeste tijd op leidinggevende posten op personeels- en migratiegebied. Zijn laatste overheidsfunctie was die van directeur-generaal op het ministerie van Binnenlandse Zaken van de Republiek Cyprus.
Na in 2004 voor de eerste maal in het Europees Parlement te zijn verkozen, werd Triantaphyllides in 2009 herkozen. Als Europarlementariër bekleedde hij van begin 2007 tot medio 2009 het voorzitterschap van de Delegatie voor de betrekkingen met de Raad van het Palestijnse Zelfbestuur. Sinds medio 2009 is hij vicevoorzitter van deze delegatie alsook lid van de Commissie interne markt en consumentenbescherming en de Delegatie in de Euro-mediterrane Parlementaire Vergadering.
Daarnaast vertegenwoordigt hij sinds 1990 de Republiek Cyprus in de Raad van Europa, was hij van 1996 tot 2000 zowel onderprefect van Famagusta als lid van de Vergadering van Europese Kustregio's, zat hij in 2003 in het beleidscomité van de Raad van de Europese Gemeenten en Regio's (REGR) en is hij actief geweest in het verenigingsleven van zijn geboorteplaats Palaichori (een klein dorpje in het Troodosgebergte).